# Anelletti al forno
Gli anelletti al forno sono un tipo di pasta al forno tipico di Palermo e della sua provincia, ma sono diffusi anche nel resto della Sicilia.

## Caratteristiche
Gli anelletti in ambito familiare sono presenti soprattutto nelle giornate di festa per via della lunga preparazione richiesta.
La pasta che si usa per preparare le teglie sono degli anelletti (pasta a forma di anello) di circa un centimetro e con uno spessore simile a quello del bucatino. Alla base di tale piatto vi è un particolare ragù simile a quello bolognese, con l'aggiunta di piselli. 
Tra le numerose varianti di questo piatto, alcune prevedono l'uso di prosciutto, dell'uovo sodo nella farcitura interna, altre della mozzarella, altre ancora del pecorino. In alcune gastronomie si può trovare anche in monoporzioni, dette localmente "timballetti", che vengono preparate in recipienti d'alluminio a forma di tronco di cono. Intesi anche come street food, comodi da portare, in quanto monoporzione, al mare o un pranzo veloce anche a lavoro.